# Cala Anguila
Cala Anguila (‚Aalbucht‘) ist eine Meeresbucht und eine nach ihr benannte Siedlung im Osten der spanischen Baleareninsel Mallorca. Die Bucht befindet sich an der Küste der Gemeinde Manacor südwestlich von Porto Cristo.

## Lage und Beschreibung

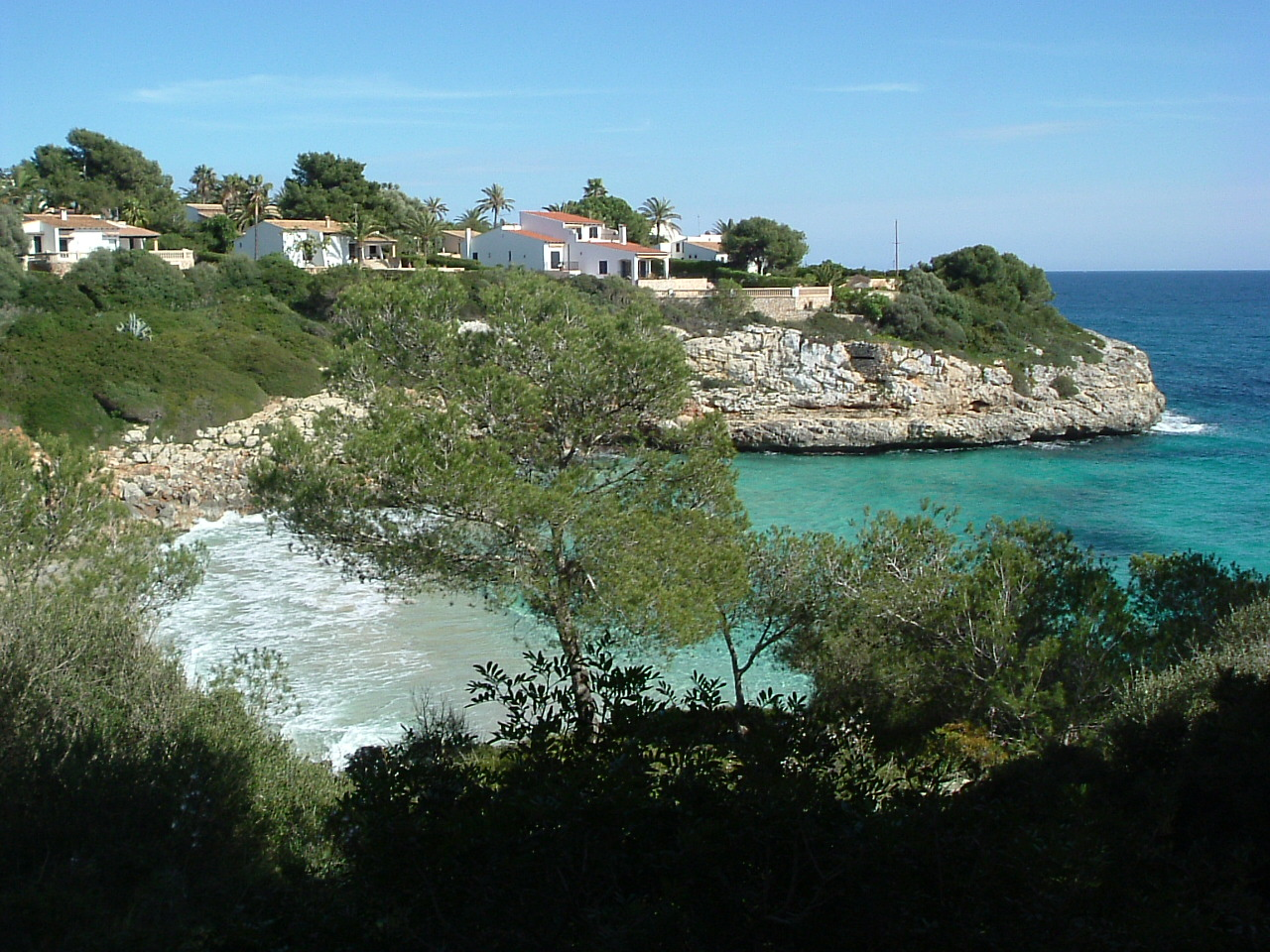
Cala Anguila

Die Cala Anguila liegt innerhalb der nach ihr benannten Siedlung, die sich etwa 20 Meter über dem Meeresniveau der Bucht befindet. Sie wird von den Kaps Punta de Cala Anguila im Westen und na Vermella im Osten eingefasst. Unmittelbar südwestlich schließt sich die etwas größere Cala Mendia an, beide bilden einen gemeinsamen Meerseinschnitt. Der Hauptort der Gemeinde Manacor liegt 9,6 Kilometer nordwestlich der Cala Anguila, der nächste größere Ort Porto Cristo 1,8 Kilometer nordöstlich.
An der Nordseite der Cala Anguila befindet sich der etwa 50 Meter lange und 100 Meter breite Sandstrand. Er wird von flachen Felsklippen mit Kiefern und Büschen eingerahmt. Am Strand mündete der Regueró de Cala Anguila, der durch die Parzellierung und Bebauung der Siedlungen von Porto Cristo Novo bzw. Cala Anguila kein Wasser mehr führt. Schon vorher war der Wasserstand von der Regenmenge in der unmittelbaren Umgebung der Bucht abhängig. Auf der Sandfläche des Strandes werden in der Saison Liegen und Sonnenschirme zum Verleih aufgestellt. Direkt hinter dem Strand befindet sich ein Restaurant.
An der Westseite der Bucht gibt es die halb zugewachsenen Reste eines ehemaligen Steinbruchs, in dem Marès-Kalkstein abgebaut wurde. Die südöstliche Steilküste wird von einer nur vom Meer aus sichtbaren Brandungshohlkehle dominiert, die durch Auswaschung des Gesteins durch die Meeresbrandung entstand.

## Zugang
Von der Straße MA-4014 zwischen Porto Cristo und Cales de Mallorca führen zwei Abzweige nach Südosten, die beidseitig der Cala Anguila in die Siedlung an der Steilküste führen. Oberhalb der Bucht kann in der Siedlung frei geparkt werden. Vom Passeig Alfonso XII führt eine befestigte Straße bis an den Strand. Über Treppen bestehen weitere Zugänge.